# Jos Kruit
Jos Kruit (Alkmaar, 17 augustus 1945) is een Nederlands beeldend kunstenaar. Ze woont en werkt in Den Oever.

## Biografie
Jos Kruit groeide op in de Wieringermeer, in een landelijke omgeving met heel veel ruimte. Vanaf 1995 woont en werkt zij in Den Oever, gelegen tussen de Waddenzee en het IJsselmeer; nog meer ruimte! 
Op 33-jarige leeftijd begon zij haar studie aan de Gerrit Rietveld Academie in Amsterdam, waar ze in 1983 haar diploma behaalde. Drie jaar later werd ze ontdekt door de Amsterdamse galerie Art & Project..  
In 1994 won ze de Sandbergprijs voor beeldende kunst.
Van 1995 tot 2005 was zij docent aan de DAI, Dutch Art Institute (later onderdeel van Artez) in Enschede.

## Werk

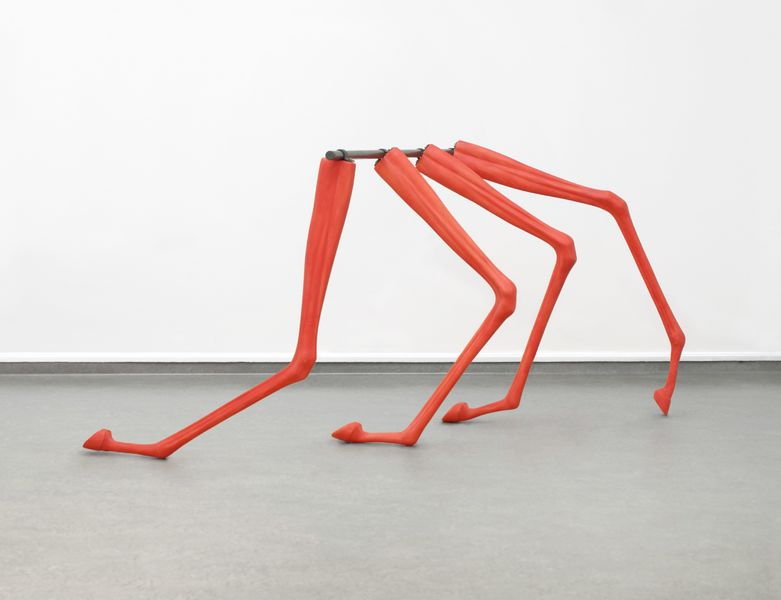
Jos Kruit, Zonder titel, 1993. Collectie Kröller-Müller Museum, Otterlo, schenking Art & Project/Depot VBVR. Fotografie Marjon Gemmeke.

Haar vroege werk waren beelden van gegalvaniseerd draad (schrikdaad), samen met koeiendarm, koeienblaas en bullepees. 
Haar bekendste werken zijn installaties van kunststof paardenbenen of stalen buizen, wel of niet bekleed met paardenhuid. De onnatuurlijk lange paardenbenen werken vervreemdend en roepen vragen op over de omgang van de mens met dieren. De constructies zijn vaak instabiel en worden door zwaartekracht in balans gehouden. 
Later maakte zij beelden die verwijzen naar de zee, waarbij het gaat over beweging en wat er in de zee leeft. 
Kruit maakt ook beelden en wandbeelden van polyester met twee-componentenlak. Meerdere transparante lagen, waardoor diepte en ruimtelijkheid ontstaat door speling met het licht.
Haar werk is onder meer opgenomen in de collecties van het Bonnefantenmuseum in Maastricht, het Kröller-Müller Museum in Otterlo, het Stedelijk Museum Amsterdam en het Stedelijk Museum Schiedam.

## Tentoonstellingen (selectie)
- In 1994 waren twee beelden van Kruit onderdeel van de tentoonstelling ‘Couplet II’ in het Stedelijk Museum.[5]
- Van 10 september 2016 tot en met 22 januari 2017 werd in het Kröller-Müller Museum een tentoonstelling gehouden van beelden en reliëfschilderijen van Kruit.[6]